# أوين يونغ

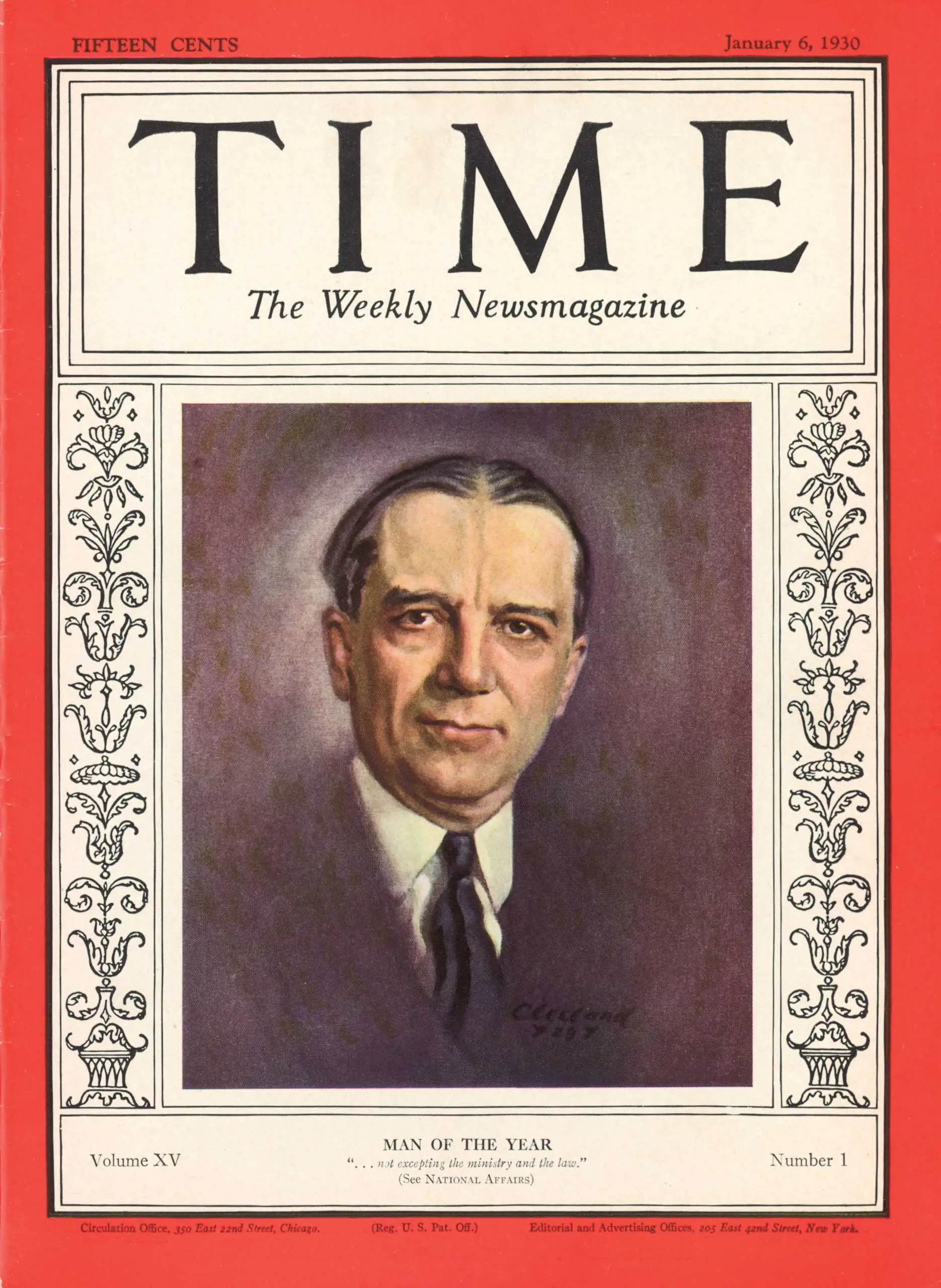
ينق على غلاف مجلة التايم كشخصية العام.

أوين دانيال يونغ (بالإنجليزية: Owen Daniel Young)‏ ‏(27 أكتوبر 1874 - 11 يوليو 1962) هو رجل صناعة وأعمال ومحامي ودبلوماسي أمريكي. وكان عضواً في اللجنة الدولية الألمانية للتعويضات.
أسس يونغ هيئة الإذاعة الأمريكية RCA كشركة تابعة لشركة جنرال إلكتريك في عام 1919؛ وأصبح أول رئيس لها، واستمر في هذا المنصب حتى عام 1929.

## روابط خارجية
- أوين يونغ على موقع الموسوعة البريطانية (الإنجليزية)
- أوين يونغ على موقع مونزينجر (الألمانية)